# Mjori
Mjori (Мёры) város Fehéroroszország Vicebszki területének nyugati részén, a Mjori járás székhelye. 2006-ban becsült népessége 10,8 ezer fő volt. Polacktól 80 km-re nyugatra, a Mjori-tó északi partján fekszik.

## Történelem
Első említése 1567-ből származik. Fontos kereskedelmi utak mentén fekvő település volt, de kőházak sokáig csak a főtéren épültek. Neve a mor szóból származik, amely arra utal, hogy az egykor itt állt település lakosságát valamilyen járvány pusztította el. 1621-ben épült első temploma, melyet 1644-ben egy ortodox monostor követett. 1793-ban került Oroszországhoz. 1862-1863-ban a lengyel felkelés során súlyos károkat szenvedett, ekkor pusztult el a régi templom is.  1919-1939 között Lengyelországhoz tartozott. 1927-ben 422 lakosa volt. 1941. július 3-ától 1944. július 4-éig német megszállás alatt volt. 1957-ben városi jellegű településsé, 1972. augusztus 7-én pedig várossá nyilvánították. 1959-ben 1,9 ezer; 1970-ben 5,7 ezer, 1989-ben 8,6 ezer lakosa volt. 

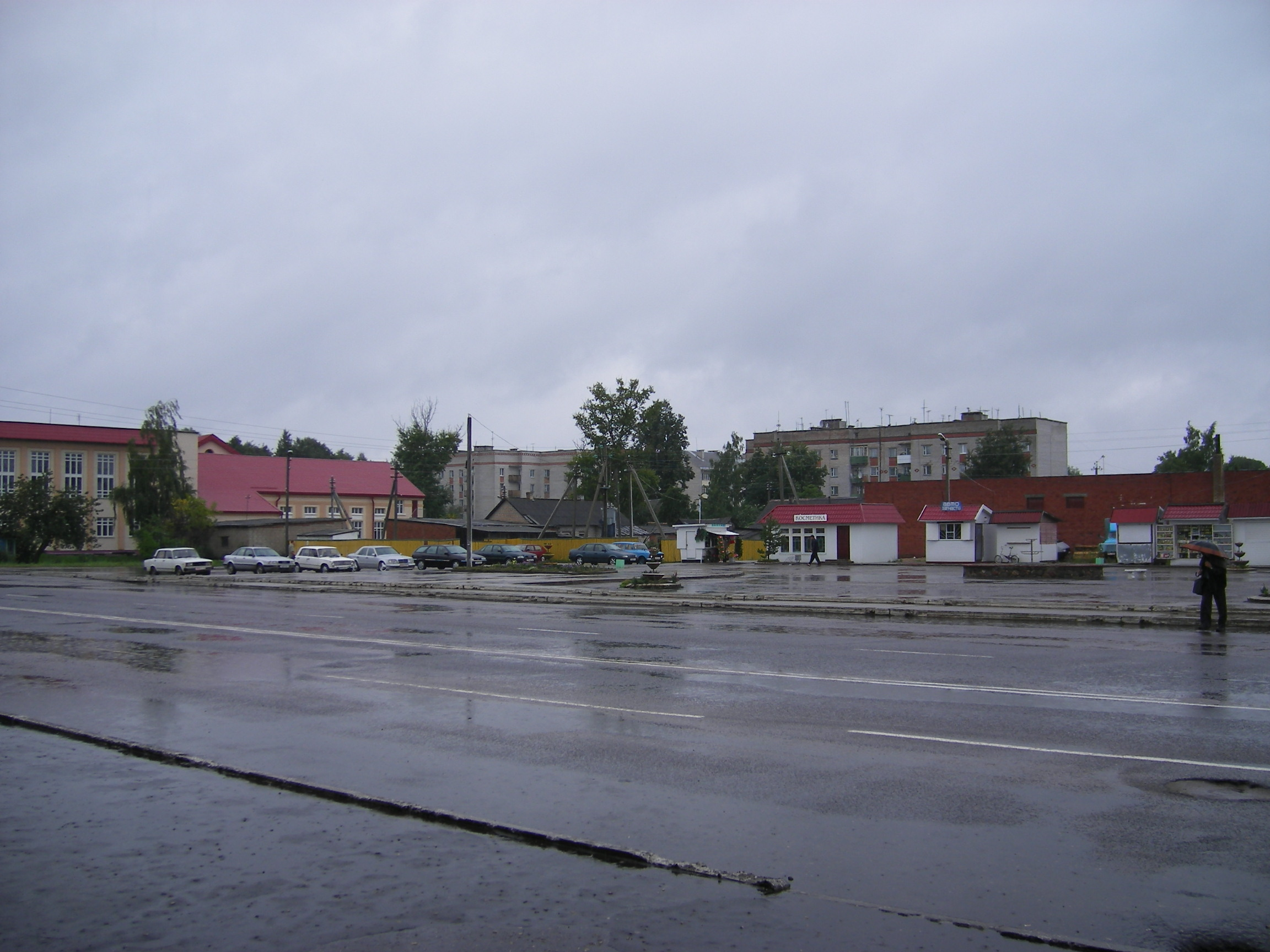
A városközpont

## Gazdaság

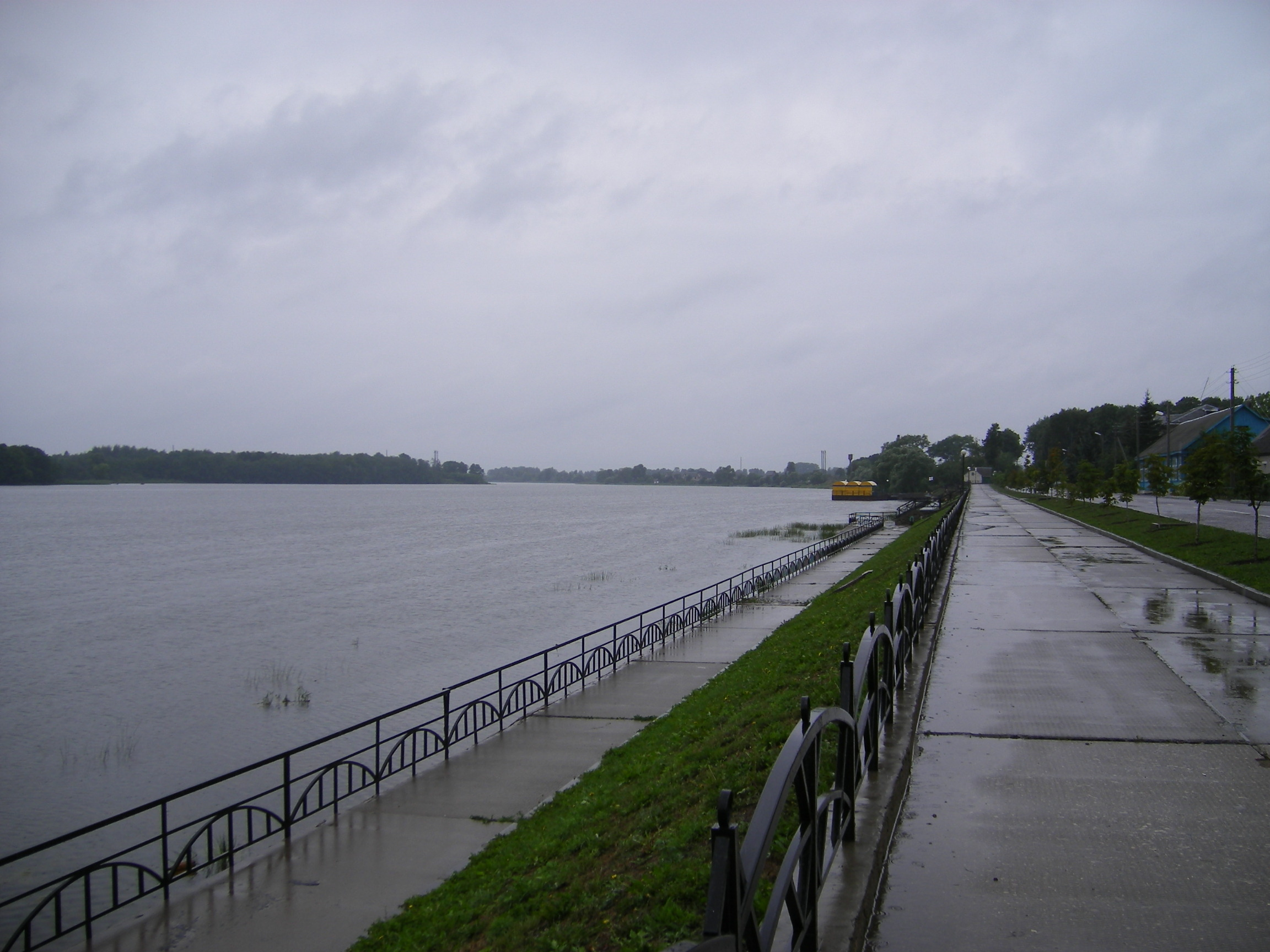
A Mjori-tó

Legjelentősebb gazdasági ága az élelmiszeripar (tejfeldolgozás, kenyérgyár, húskombinát, takarmánygyártás), lenfeldolgozás.  Az 1950-es években (A Nagy szovjet enciklopédia szerint) bútorgyára is volt. 1931 előtt kis gyufagyár is üzemelt itt.
Mjori a Varapajeva-Druja vasútvonal egyik fontos állomása. Áthalad rajta a Polackot Braszlavval (45 km) összekötő P14-es főút. A P14-es út Sarkavscsinával (37 km) és Verhnyadzvinszkkel (30 km) teremt összeköttetést. 

## Nevezetességek
A régi település tengelye a Mjori-tó északi partján haladó Kirov utca. Az erre merőleges Kommunista utcában építették ki a városközpontot a fő intézményekkel (járási hivatal, áruház stb.). A tó partján áll Mjori fő nevezetessége, az 1907-ben vörös téglából épült Uszpenszkij-templom. A városban honismereti múzeum is működik.